# Victin
Victor da Silva Aparício (Teresópolis), conhecido pelo seu nome artístico Victin, é um cantor de rap cristão brasileiro. Se projetou no rap gospel em 2021 com o single Prazer Jesus entrando no Top 50 Brasil. Foi contratado pela Sony Music em março de 2022, onde lançou, entre outros, o EP Jesus Invadiu a Cena. É autor do livro "Não desista".

## Carreira

### Primeiros anos
Começou a escrever aos 11 anos em uma cama hospitalar com traumatismo craniano. Seu primeiro contato com o rap foi em 2014, com as batalhas culturais, foi nesse contexto que se apaixonou pelo rap.
| “         | Eu espero que minhas músicas seja um canal para conseguirmos resgatar e valorizar a arte na igreja brasileira. Música cristã não se resume em um estilo musical ou em um tipo de expressão, e é isso que eu quero levar. Deus me levantou para nunca quebrar princípios, mas para sempre quebrar padrões! | ” |
| — Victin, | |   |

### Carreira no rap gospel
Começou a carreira no rap gospel com o single Prazer Jesus, que atingiu o Top 50 Brasil.
Em março de 2022, foi contratado pela Sony Music, segundo ele: "A Sony é a minha casa. Lá, eles me apoiam, deixam eu trabalhar, me dão a liberdade de criar e fazer o que eu bem entender. O próximo lançamento será um single e eu tenho certeza que será O HIT. Creio que essa música  vai romper qualquer nicho e bolha que tentaram me colocar". Lançou o EP Jesus Invadiu a Cena, produzido por Ajaxx, que já trabalhou com Orochi, L7nnon, Kevin o Chris, entre outros. O EP foi a sua primeira produção com a Sony Music. Atingiu mais de 10 milhões de visualizações nas plataformas digitais em poucos meses.
No final de abril de 2023, lançou o seu primeiro álbum, God feat me, que transita entre gêneros como trap, drill, reggaeton e música romântica. O álbum conta com dez músicas autorais, sem nenhuma participação de outro artista. "God feat me é um álbum com dez músicas autorais, sem nenhum feat, porque o conceito é dar a ideia de que as dez músicas são de Deus e que eu sou a participação, o convidado de Deus nessas músicas", diz Victin.